# Tour CN

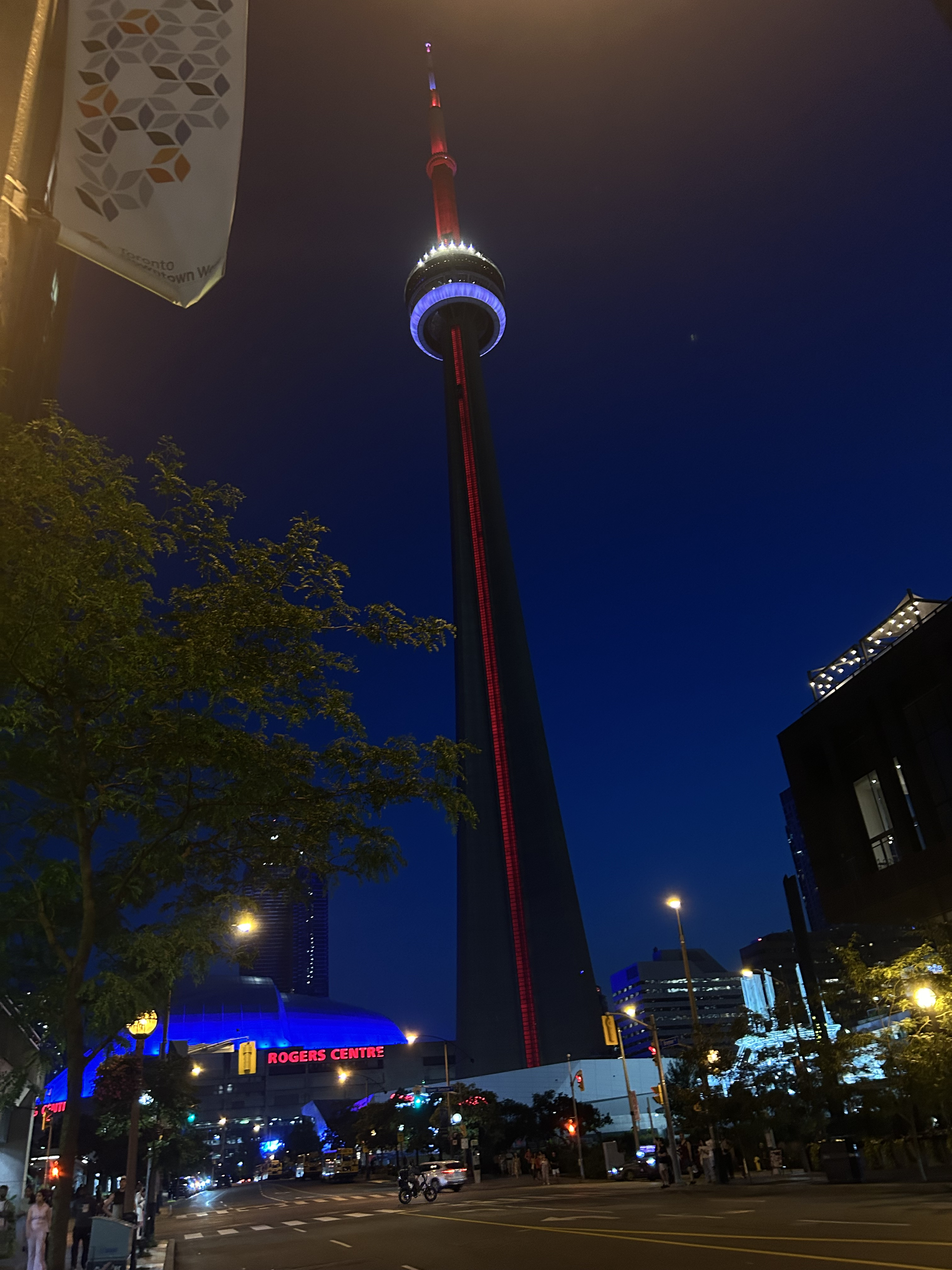
La tour du CN en soirée

La tour CN (en anglais : CN Tower) est une tour de 553,33 m située dans le centre de Toronto, au Canada, qui est devenue l'emblème de cette ville. Elle est parfois appelée la tour   National du Canada, car la compagnie ferroviaire du Canadien National (CN) était propriétaire de la tour. Pendant 34 ans, la tour CN a été la plus haute structure du monde avant d'être dépassée en 2010 par le Burj Khalifa (Dubaï, Émirats arabes unis) et la Tour de télévision et de tourisme de Canton (Guangzhou, Chine). Elle reste à ce jour la plus haute tour de l'hémisphère ouest.

## Description
À la fin des années 1960 et au début des années 1970, des gratte-ciel furent construits dans le centre-ville - notamment le First Canadian Place - car la population de Toronto augmentait fortement : la propagation des ondes radio s'en trouva perturbée. La solution fut d'élever une antenne de diffusion plus haute que les gratte-ciels, au sommet d'une tour haute d'au moins 300 mètres.

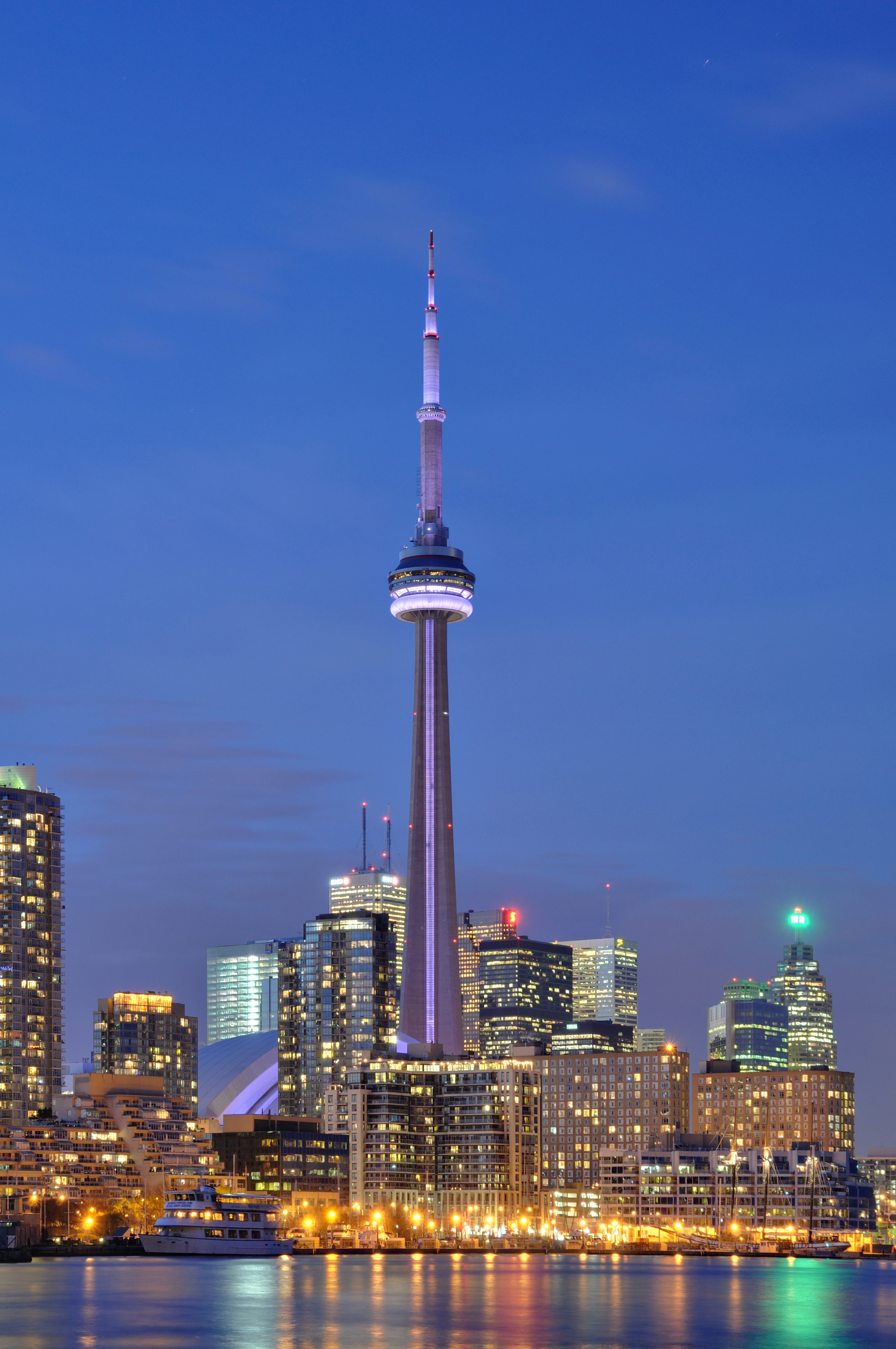
La tour CN émerge au-dessus des immeubles du centre de Toronto.

Elle a ainsi été construite de 1973 à 1976 par le Canadien National (CN) qui désirait montrer la force de l'industrie canadienne en édifiant le plus haut édifice du monde. Originellement prévue comme une antenne pour la radio et la télévision, elle est aujourd'hui une des principales attractions touristiques de Toronto. En 1995, la Société immobilière du Canada a acheté la tour. Cette société de la Couronne l'a depuis renommée « tour nationale du Canada », une appellation moins courante que tour CN.
La tour CN fait partie des sept merveilles du monde moderne, selon l'American Society of Civil Engineers. Elle appartient aussi à la Fédération des grandes tours du monde. Elle fut la plus haute tour de télécommunication du monde jusqu'à l'inauguration du Tokyo Skytree (Tokyo, Japon) en 2012.
De nos jours, la tour CN est le 8e plus haut édifice actuel.

### Étages
Au pied de la Tour CN, se trouve un bar Le Café, la KidZone, une zone aménagée adaptée aux enfants avec des consoles de jeux vidéo, et une boutique cadeaux qui est située juste à côté.
Les touristes peuvent accéder à une plate-forme comportant plusieurs niveaux entre 342 m et 351 m d'altitude : on peut y trouver un restaurant à vision 360° (un tour en 72 minutes), une plate-forme d'observation à l'air libre, ainsi qu'un sol transparent.
Pour s'y rendre, il faut utiliser un ascenseur à plancher de verre, installés en 2008 pour donner aux visiteurs une meilleure idée de la rapidité avec laquelle ils se rendaient au sommet soit 58 secondes, donc un voyage à près de 22 km/h, qui emporte le visiteur à la plateforme d'observation, avec une partie en plancher de verre, située à 346 m du sol.
L'HAUT-DA CIEUX (Edgewalk = promenade) offre la possibilité, depuis 2011, de marcher sur un rebord de 1,50 mètre de large à 356 mètres du sol. On circule autour du sommet, équipé d'un harnais de sécurité relié à un rail permettant de se pencher en arrière au-dessus du vide. Un guide accompagne la promenade qui dure environ une demi-heure.
La Nacelle (SkyPod, une petite plate-forme qui se trouve bien au-dessus de l'étage principal d'observation) est situé à 447 m et est, jusqu'en 2008, date d'inauguration du Shanghai World Financial Center (Shanghai, Chine), la plus haute structure autoportante du monde.

## Construction

Comparaisons avec Burj Khalifa et la Willis Tower.

La Tour CN a été construite par la « Canada Cement Company » (également connue sous le nom de « Cement Foundation Company of Canada » à l'époque), filiale de la société suédoise Skanska, un groupe mondial de développement de projets et de construction.
La construction de la tour CN débuta le 6 février 1973. Pour réaliser les fondations, il fallut faire des fouilles massives en retirant 56 000 t de terre et de schiste jusqu'à 15 m de profondeur.
En seulement 4 mois, les fondations, de 5,4 m d'épaisseur, furent achevées avec 7 000 m3 de béton, 450 t de barres d’armature et 36 t de câble d’acier.
Pour construire le pilier principal, du béton a été coulé en continu par une équipe de 1 532 personnes jusqu’au 22 février 1974.
La construction de l’étage principal commença en août 1974.

## La touche finale

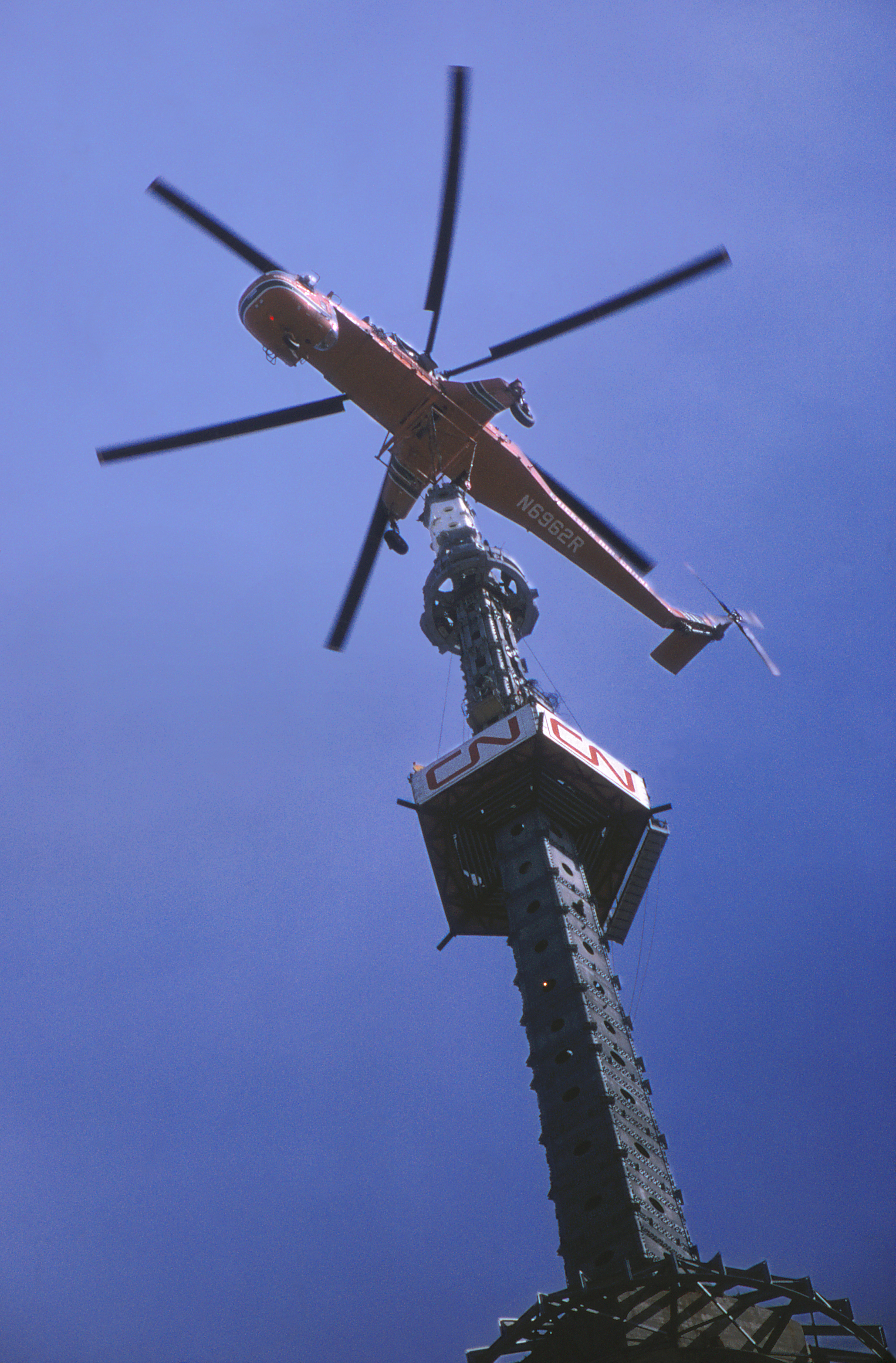
Pose de l'antenne.

Après avoir coulé le béton, le 22 février 1974, les constructeurs ont entamé les dernières étapes de construction de la tour la plus élevée au monde.
La touche finale de la tour était l’antenne de diffusion en acier. D’une longueur de 102 m (335 pi), cette antenne comporte 44 sections, dont la plus lourde pèse 7,26 tonnes métriques (8 tonnes impériales).
Avant de pouvoir soulever l’antenne, cependant, il fallait d’abord démonter et retirer la grue géante qui, pendant quatre ans, avait servi à la construction de la tour.
Pour effectuer toutes ces manœuvres, les constructeurs ont fait appel à « Olga » – un hélicoptère Sikorsky de 10 tonnes spécialisé en levage industriel.
À mesure de la mise en place de chaque pièce de l’antenne, les métallos se hissaient jusqu’au sommet pour guider le nouvel élément, puis le boulonner. Toutes ces opérations ont été effectuées sur une section de la tour qui n’a que 5 pieds de diamètre, par grands vents et températures glaciales.
Plus de trois semaines plus tard, la dernière pièce de l’antenne a été installée, qui a été boulonnée par l’ouvrier grimpeur Paul Mitchell, le 2 avril 1975. Paul Mitchell a d’ailleurs fait quelques pas de danse pour célébrer l'événement, à 1 815 pieds au-dessus du sol.
Aujourd'hui[Quand ?], l'antenne sert à la diffusion des signaux de 16 chaînes de télévision et de radio MF dans tout le Sud de l'Ontario.

## Utilisation
La tour CN a été et continue à être employée comme tour de communications pour un certain nombre de différents médias, et par de nombreuses compagnies.

## Éclairage

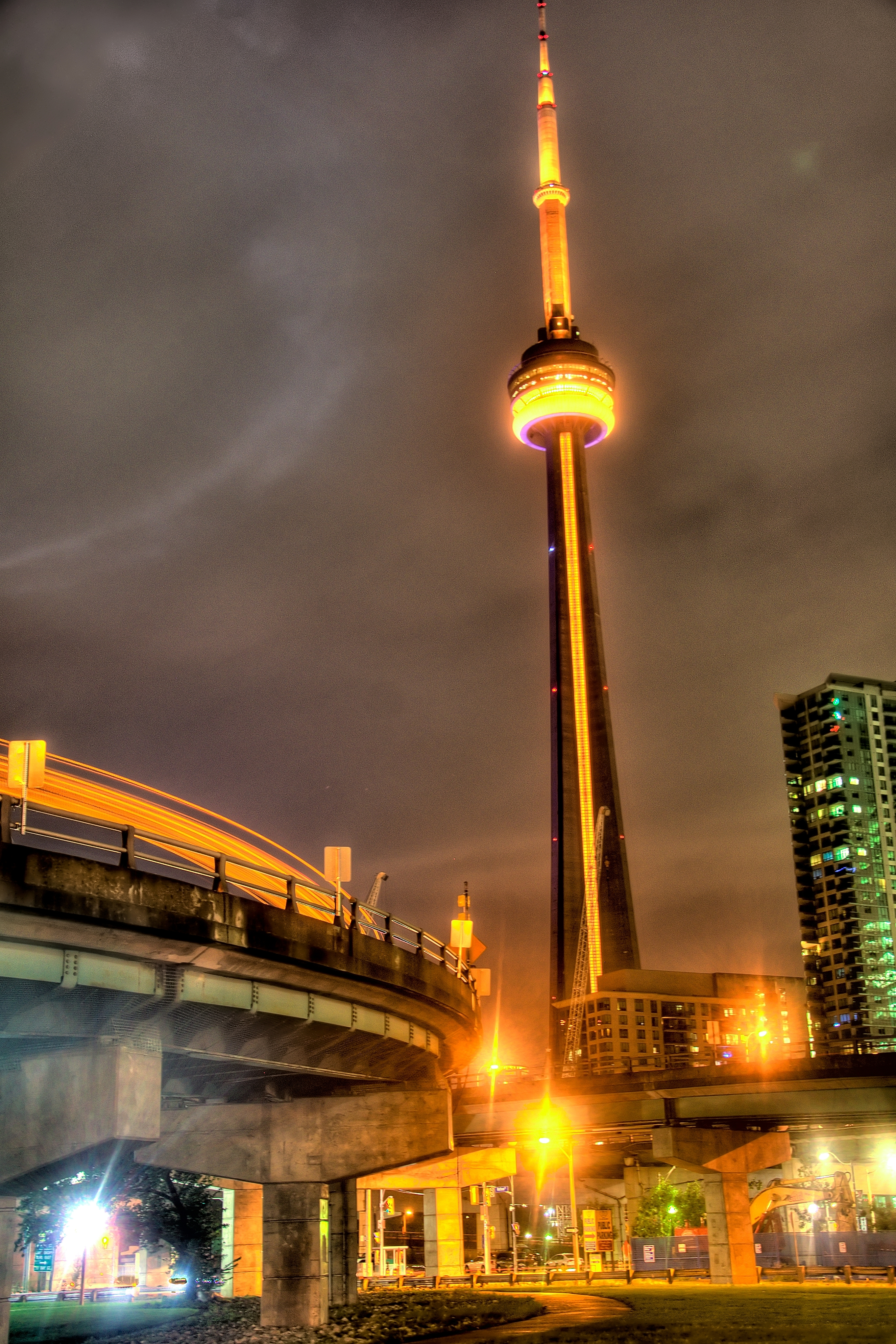
Éclairage en orange afin de rendre hommage à Jack Layton en 2011.

La tour CN est illuminée à la tombée de la nuit, soit en soirée et durant toute la durée de la nuit. L'éclairage initial de la tour, composé de lampes à incandescence, a été entièrement remplacé en 1997 par un ensemble de diodes électroluminescentes (DEL) à basse consommation. Ce nouveau principe, composé de 1 330 DEL permettant de produire 16 millions de couleurs, offre une plus grande variété d'éclairages de la tour : l'éclairage de chacune des DEL peut être individuellement piloté par un ordinateur central. Ainsi, les éclairages changent en fonction des saisons et des événements, les couleurs standard programmées étant le rouge et le blanc, couleurs du drapeau du Canada ; par exemple, la tour est illuminée des couleurs du drapeau arc-en-ciel durant la semaine de la fierté homosexuelle à la fin du mois de juin, tandis qu'elle est éclairée en orange lors des festivités d'Halloween à la fin du mois d'octobre. Le premier jour de l'hiver, elle est éclairée en blanc et bleu et durant le réveillon du Jour de l'an, un éclairage particulier est programmé. Durant la saison des migrations, du 22 septembre au 30 octobre, la tour est en partie éteinte et l'intensité de l'éclairage est réduit, afin de ne pas perturber les oiseaux.

## Galerie

Diverses photographies de la tour CN
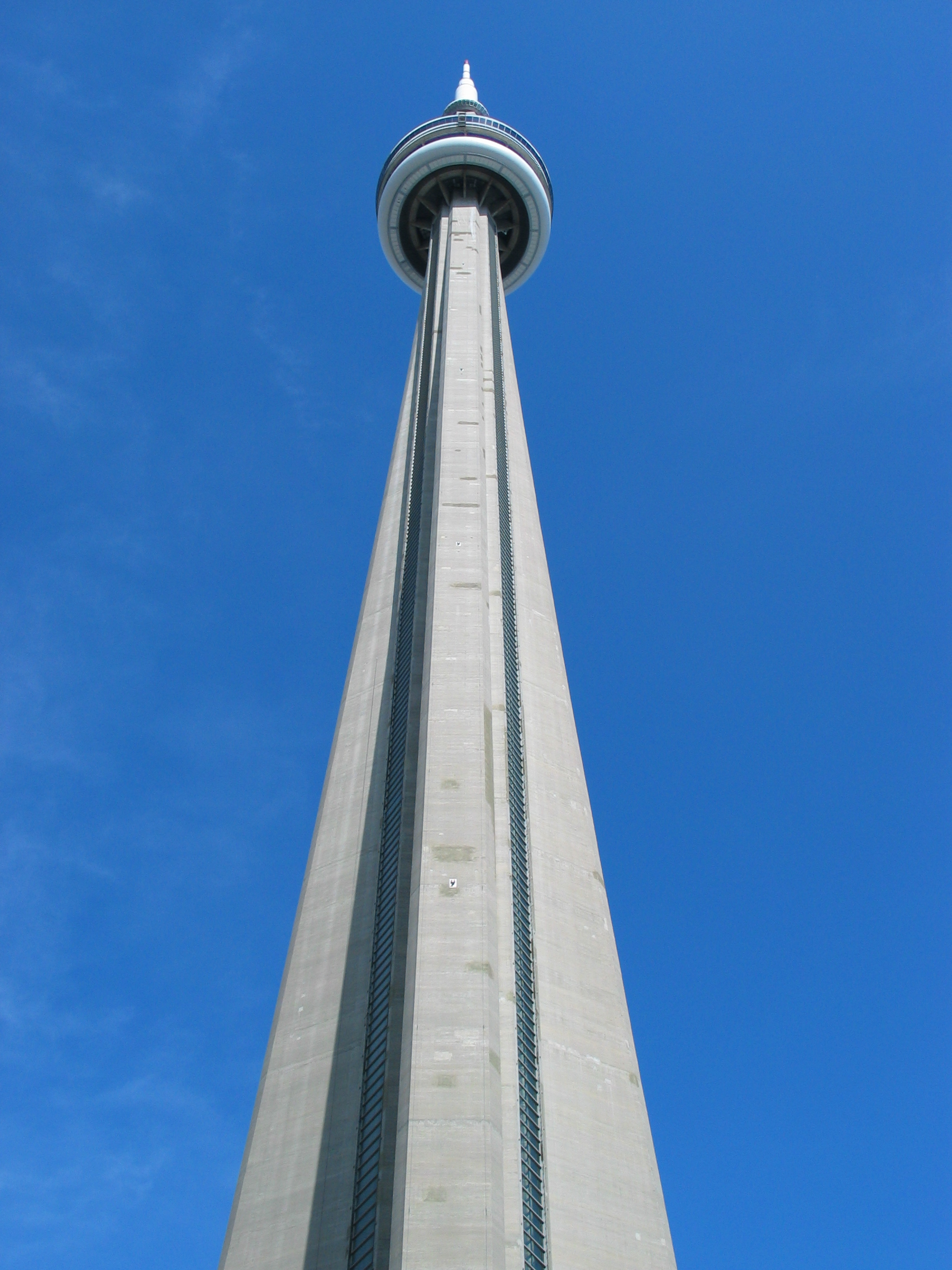
Vue depuis la rue.
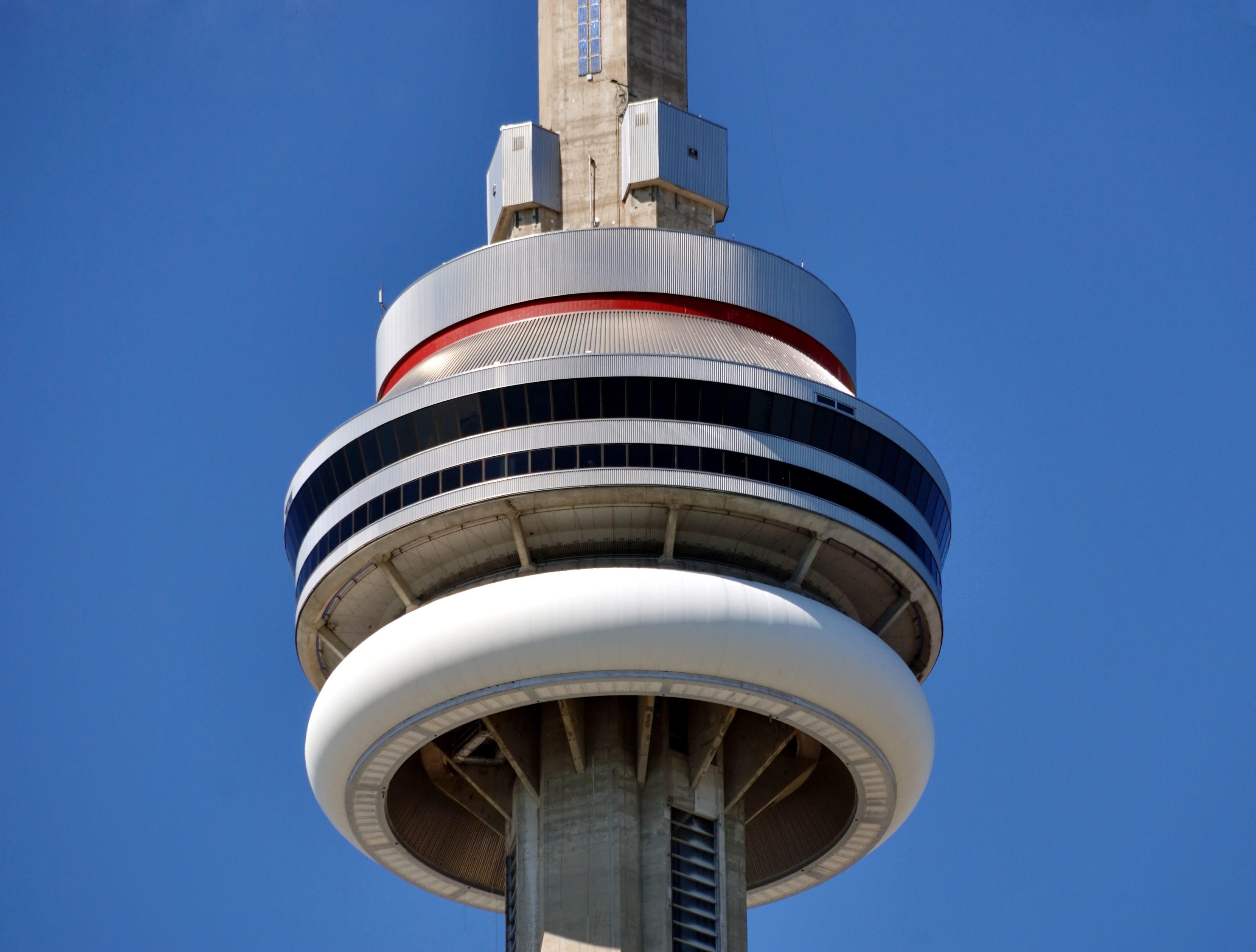
Zoom sur la plate-forme.
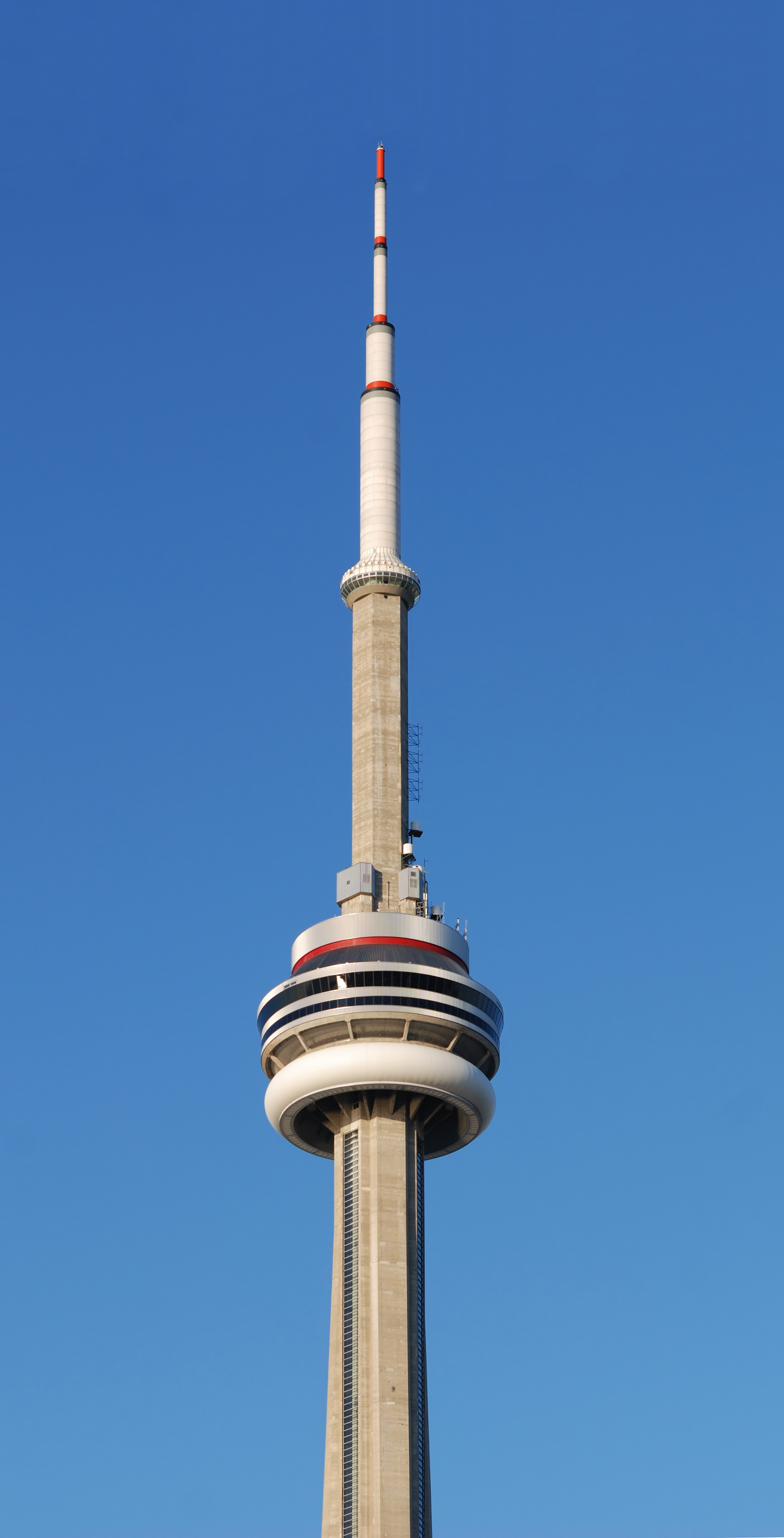
Antenne.
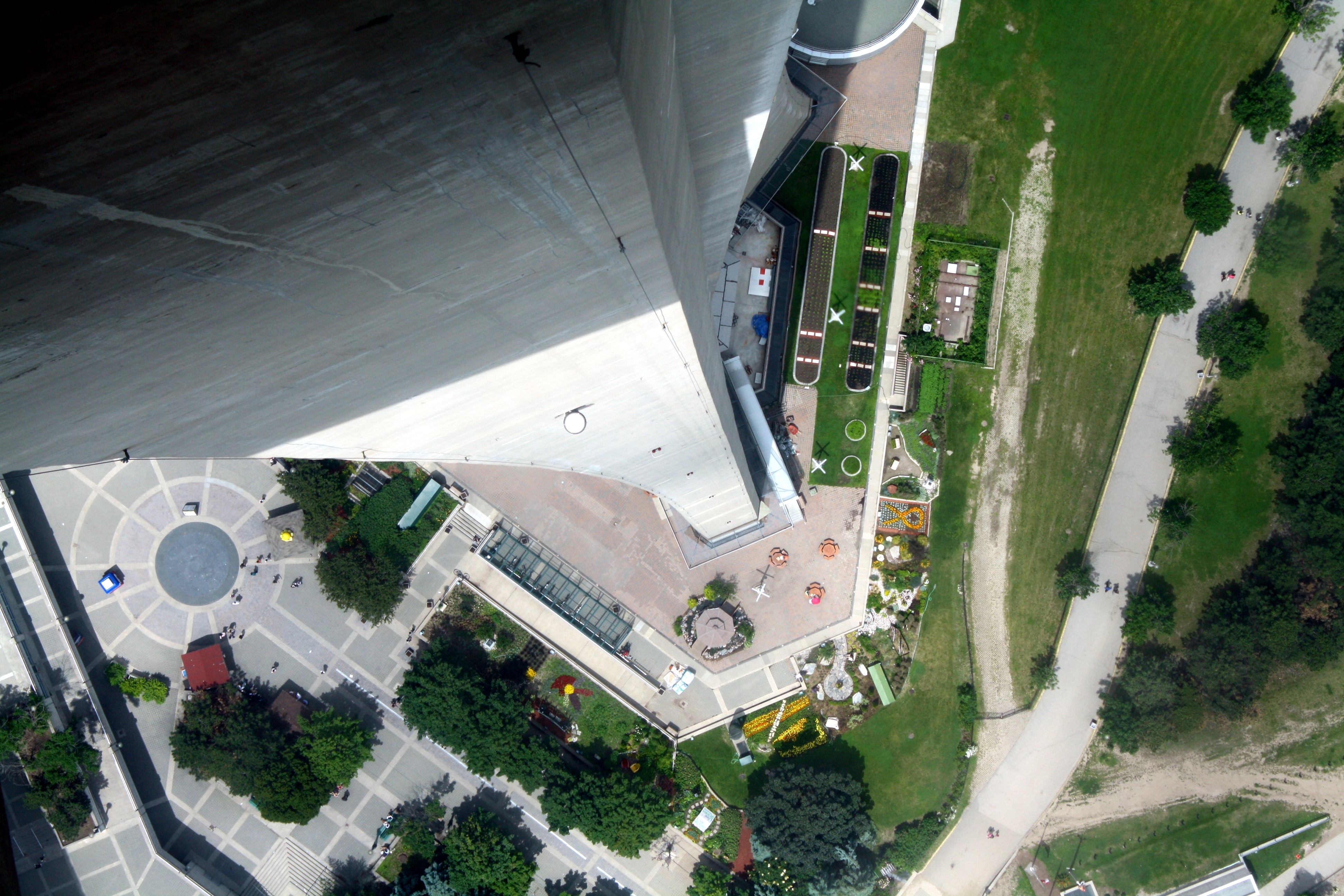
Vue plongeante.
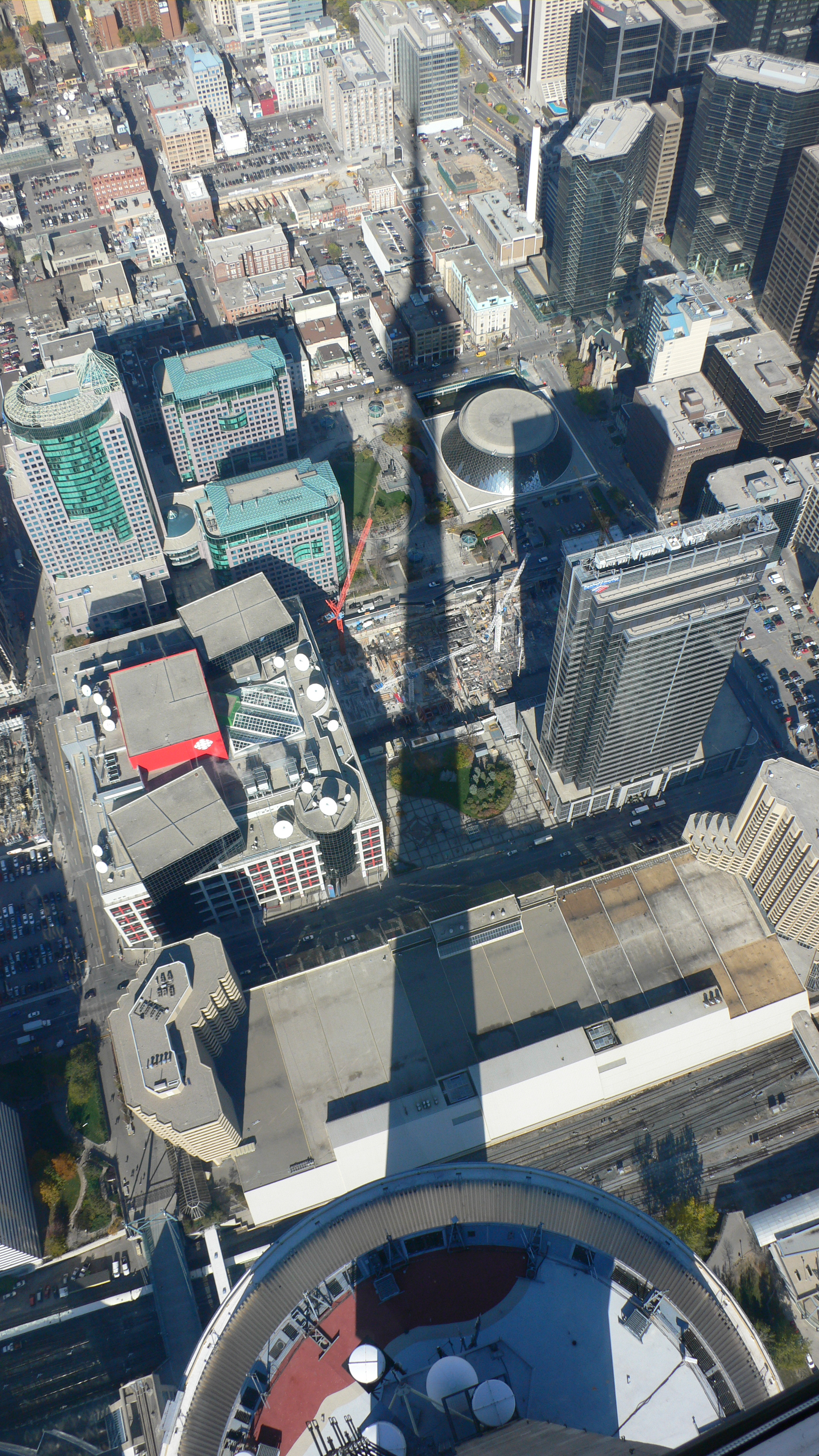
Ombre portée.
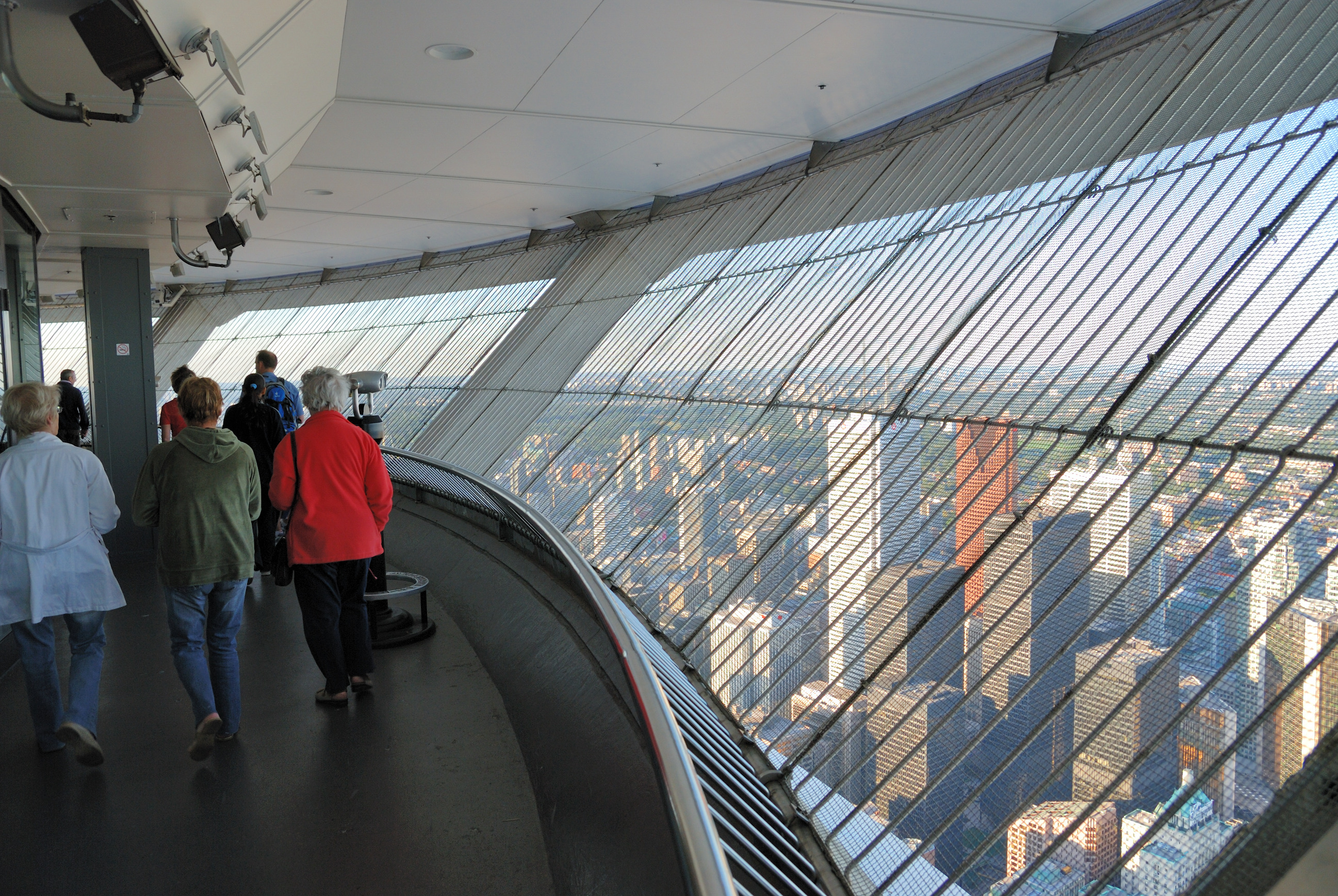
Intérieur du Sky Pod.
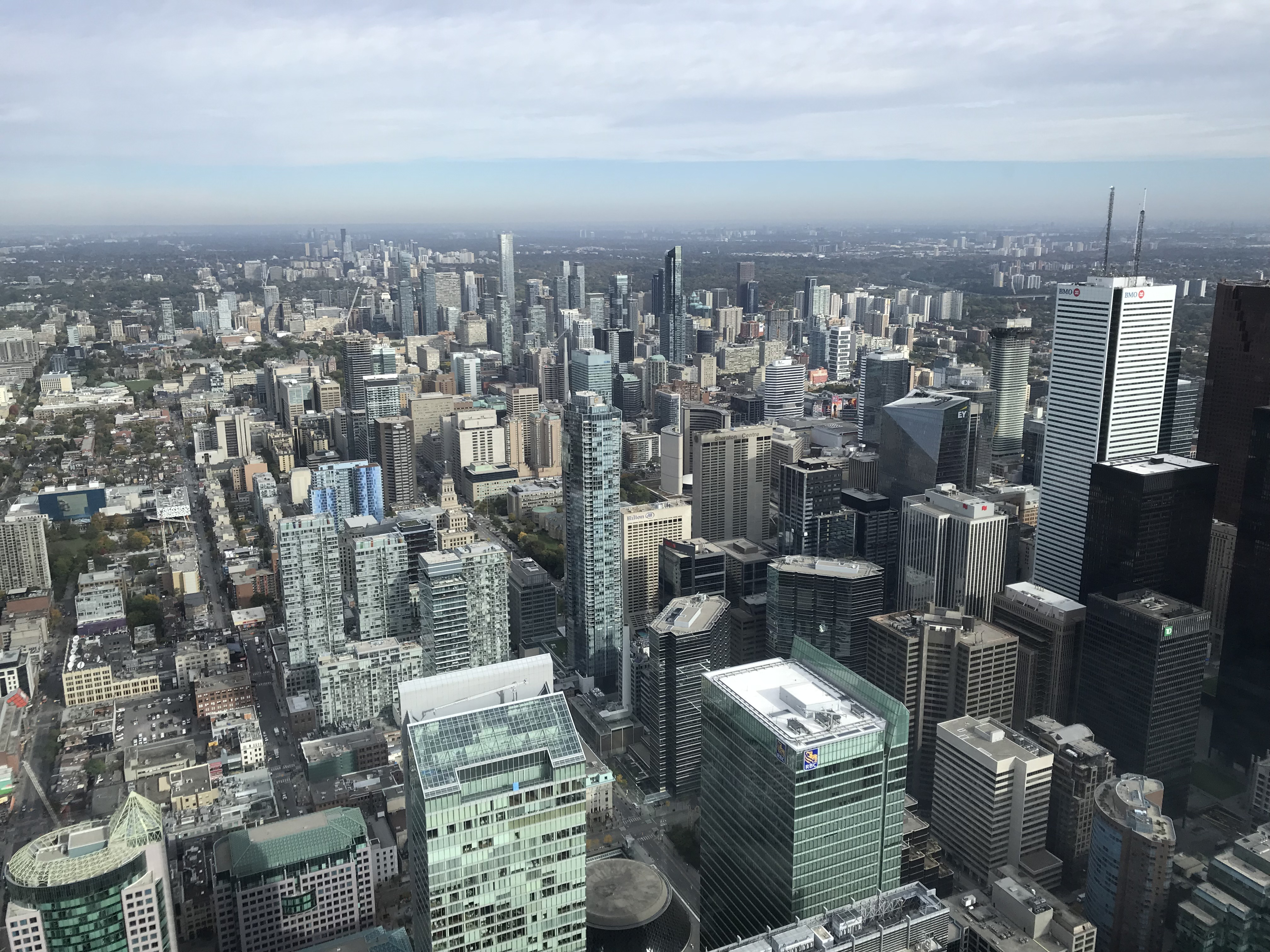
Vue depuis la tour.
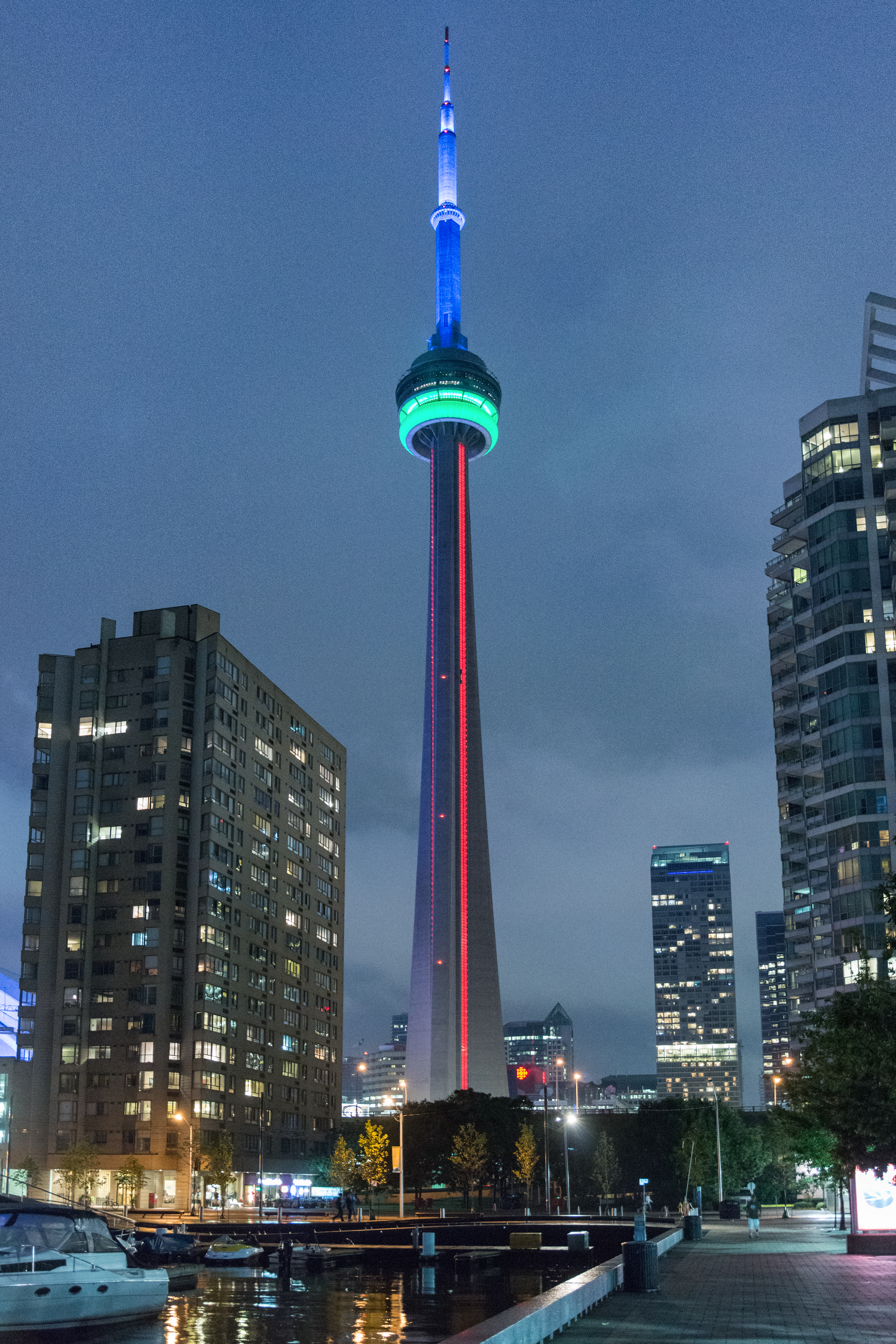
La tour de nuit.
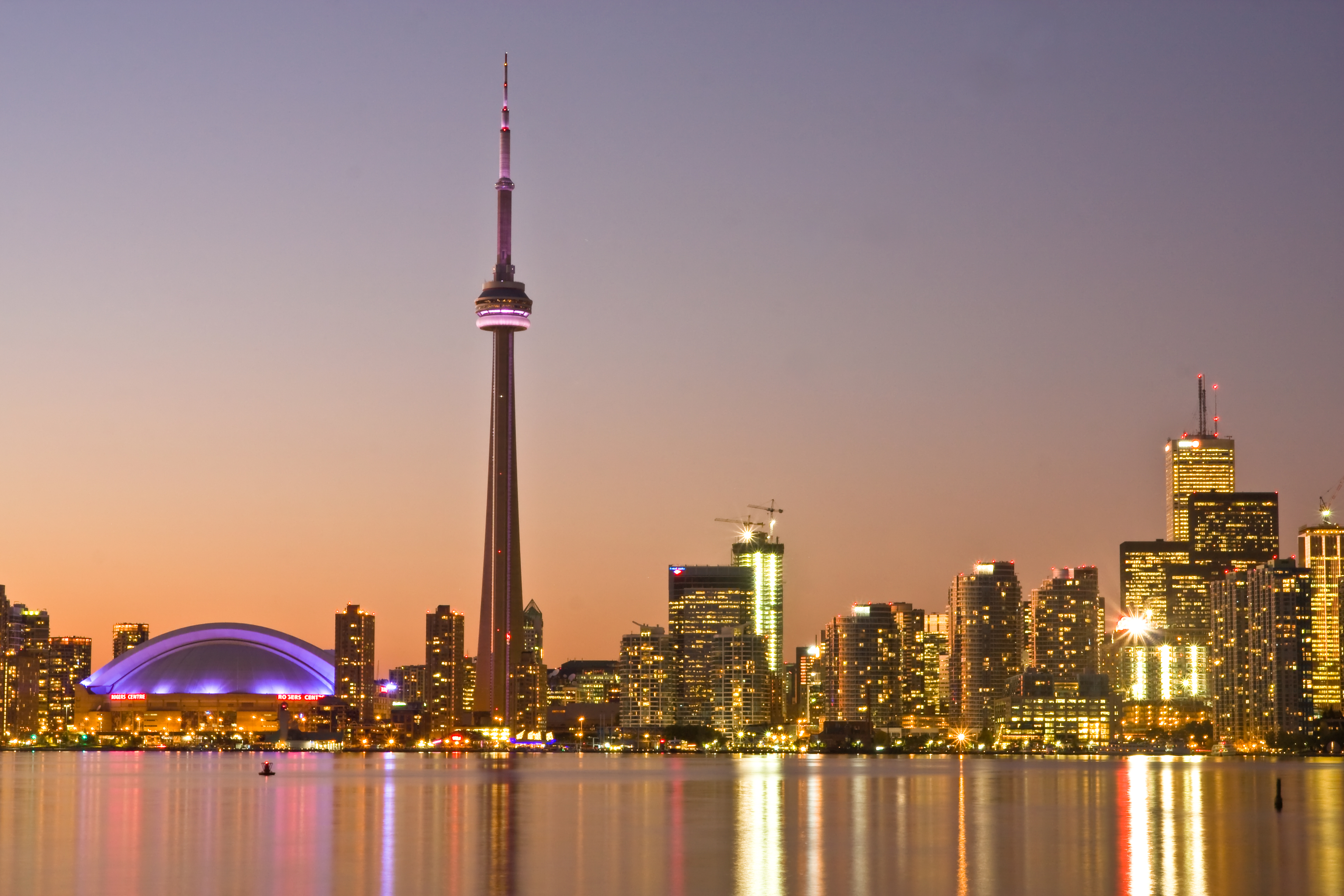
Le Rogers Centre et la tour CN à la tombée de la nuit.
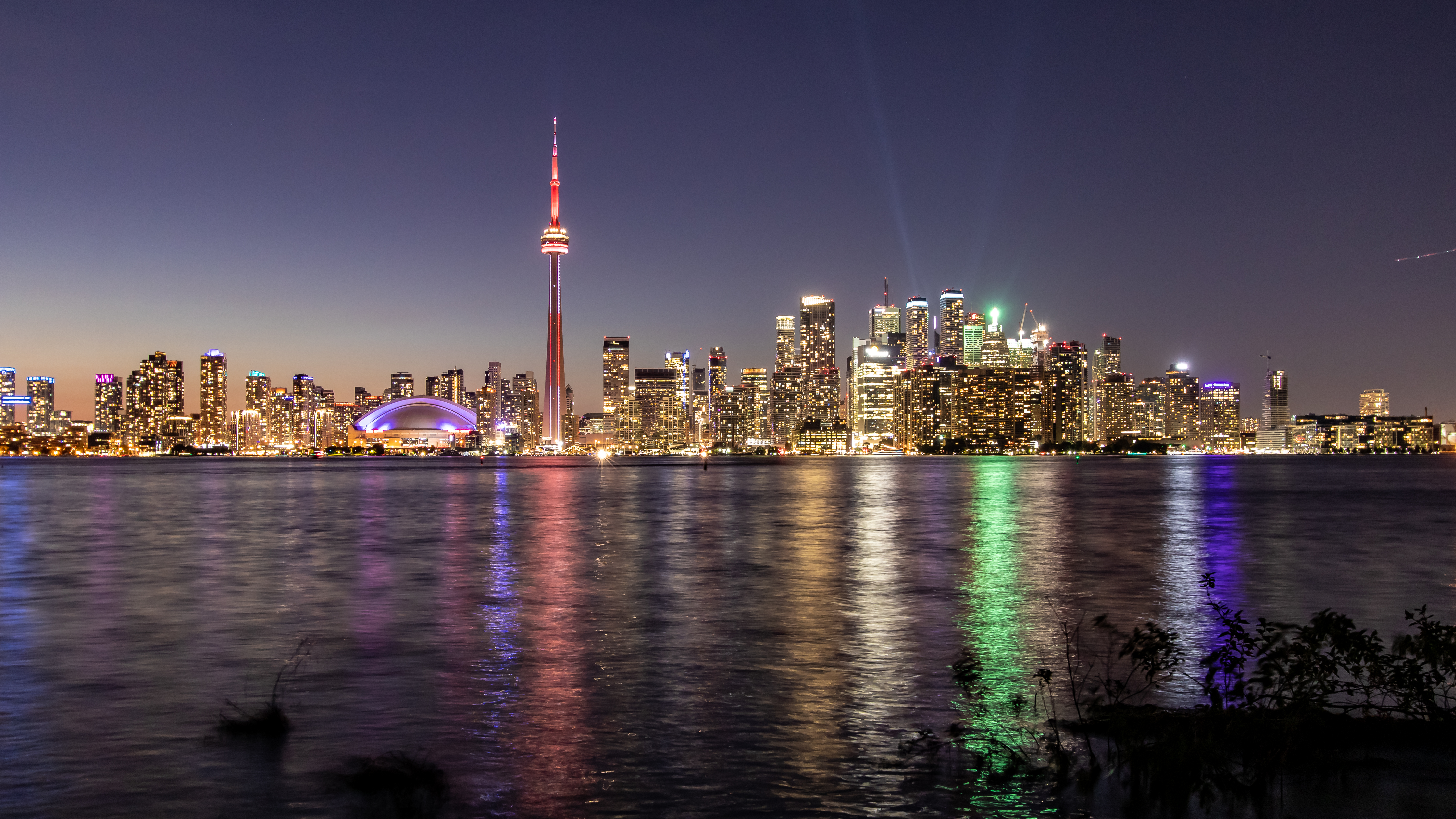
La tour CN de nuit.